# Hemorragia uterina disfuncional
La hemorragia uterina disfuncional (también, sangrado uterino anormal) (SUA) es cualquier variación sintomática (en términos de frecuencia, regularidad, duración o volumen) de la menstruación normal, y también incluye el sangrado intermenstrual. Es más común en mujeres mayores de 45 años y con frecuencia en mujeres adolescentes, es acíclica y de cantidad y duración variables.

## Antecedentes

Ciclo menstrual, incluyendo los cambios hormonales que producen la ovulación y la menstruación.

El ciclo menstrual se repite cada 28 días como término medio, aunque su frecuencia de repetición puede variar desde 21 hasta 35 días. La fase menstrual o hemorrágica de este ciclo tiene una duración de 2-7 días. Y en esta se produce un volumen de sangrado que puede ir de 30 hasta 80ml. .. Cualquier alteración de esos tres parámetros - frecuencia, duración y cantidad- es un sangramiento uterino anormal. Si la alteración se debe a un desbalance endocrino, el sangramiento uterino anormal se define como disfuncional (HUD). En casi todos los casos es un concepto de exclusión, en la que se han descartado las causas orgánicas (genitales o extragenitales) del sangrado, quedando solo las causas que producen un descontrol en las hormonas gonadotrópicas.

## Epidemiología
La HUD es una de las principales causas de consulta ginecológicas en adolescentes. Las HUD constituye el 75% de las hemorragias uterinas anormales.El 50% de los casos se presenta en mujeres entre 40 y 50 años de edad, en período perimenopáusico. Un 30% de las afectadas están en edad reproductiva, entre 20 y 39 años de edad y aproximadamente el 20% de los casos se presenta en adolescentes entre 13 y 20 años de edad que no ovulan.

## Etiología
Una vez descartada la posibilidad de que otras patologías sean las causantes del sangrado patológico, se descubre que la hemorragia uterina disfuncional sería provocada, en su gran mayoría, por un descontrol en el balance entre las hormonas progesterona y estrógeno, bien sea que una de ellas esté anormalmente aumentada o disminuida con respecto a la otra, las hormonas secretadas por las glándulas suprarrenales y la tiroides también pueden afectar la función de los ovarios y la menstruación. en especial por trastornos del eje hipotálamo-hipófisis-ovárico. En un 15% de los casos, el sangrado disfuncional puede presentarse en mujeres que ovulan, mientras que la restante mayoría ocurre en pacientes que no ovulan (anovulatorias).
Si la deficiencia es la producción de progesterona, el ciclo menstrual se vuelve anovulatorio, el endometrio es continuamente estimulado, se vuelve hiperplásico y sangra intermitentemente por falta de sostén.
En las mujeres de mayor edad, la baja de la respuesta gonadotrópica es por una insuficiencia ovárica, mientras que en las mujeres en edad reproductora, fracasa el efecto de retroalimentación positiva del estrógeno. En las adolescentes, el eje hipotálamo-hipófisis-ovárico es aún inmaduro, por lo que no responde a la retroalimentación positiva del estrógeno. En todos los casos el resultado es un período de anovulación.
Otras causas de anovulación por interacción a nivel del hipotálamo, incluyen:
- Estrés emocional;[5]
- Obesidad excesiva -considerado un factor de riesgo para el trastorno;[8]
- Ejercicios vigorosos;
- Cambio rápido de peso;
- Trastornos hipofisiarios;
- Prolactina elevada.

## Fisiopatología
El sangrado uterino proviene del endometrio, la capa de mucosa que recubre al útero y que responde a los cambios hormonales del ciclo menstrual. La función del estrógeno es hacer que el endometrio crezca y se desarrolle, acción que es detenida durante la segunda mitad del ciclo menstrual por acción de la progesterona secretada por el cuerpo lúteo inmediatamente después de la ovulación. Las HUD anovulatorias, no se acompañan de ovulación, ni la formación del cuerpo lúteo, ni la producción de progesterona, por lo que el estrógeno permanece proporcionalmente muy por encima de la progesterona, haciendo que el endometrio no pare de crecer y se vuelva anormalmente grueso -hiperplasia- ocasionando un sangrado mayor de lo frecuente. Estos casos son frecuentes en las primeras menstruaciones de la pubertad y en los meses cercanos a la menopausia.

## Cuadro clínico
La hemorragia uterina disfuncional cursa con sangrado vaginal caracterizado por ser intenso, irregular y prolongado, con ausencia de signos de ovulación. No hay dolor a mitad del ciclo, ausencia del moco vaginal, mastalgia, dismenorrea y alteraciones de peso. Un gran porcentaje de las pacientes son obesas con hirsutismo y otros signos de exceso de andrógenos, como el acné.

## Diagnóstico
El diagnóstico de un sangrado uterino disfuncional se persigue cuando se han descartado otras causas de la hemorragia. Por ello, la historia clínica es el primer paso para el diagnóstico correcto, recogiendo detalles del sangrado, el intervalo, la duración y la cuantía. De importancia son los antecedentes obstétricos, la historia del ciclo menstrual de la paciente, la vida sexual, el uso de anticonceptivos, enfermedades sistémicas, medicamentos en uso, trauma quirúrgico, etc.
El segundo paso es la búsqueda del origen del sangrado por medio de un examen pélvico, inspeccionando el periné, la vulva, la uretra y el tracto gastrointestinal. Con el uso de un espéculo, se examina la vagina y el cuello uterino. Con tacto bimanual se estudian las características del útero, el tamaño, forma, etc. 
Los estudios de laboratorio incluyen un hemograma, gonadotrofina coriónica humana (hCG), progesteron sérica, estudios de coagulación, hormona tiroidea, prolactina, andrógenos, función hepática y una biopsia del endometrio. Pueden acompañarse de exámenes de imágenes, como un ultrasonido pélvico, histeroscopia y una TAC.

## Diagnóstico diferencial
Existe, en la teoría y en la práctica, una diferencia entre HUD y sangramiento uterino anormal. El sangramiento uterino disfuncional es solo uno de los tipos de hemorragias uterinas anormales. Las causas orgánicas comunes de hemorragia uterino y vaginal que se consideran anormales y no disfuncionales, incluyen:
- Complicaciones tempranas del embarazo;[4]

- Aborto, embarazo ectópico, enfermedad trofoblástica gestacional.
- Neoplasia benigna de las vías genitales;

- Leiomiomas submucosos o del útero, pólipos endometriales y cervicales, adenomiosis, tecomas e hiperplasia endometrial.
- Neoplasias malignas;

- Cáncer de endometrio y cervical.
- Infecciones de las vías genitales;

- Enfermedad pélvica inflamatoria, cervicitis, endometritis, vaginitis, etc.
- Sangrado menos común de origen vaginal;

- Cuerpo extraño, varices, distrofias, cáncer de vulva, condilomas, etc.
- Sangrado menos común de origen cervical;

- Ectropión, ulceración, condilomatosis y otras lesiones.
- Neolplasias ováricas que secreten estrógeno;
- Enfermedades sistémicas;

- Trastornos de la coagulación, púrpura trombocitopénica, leucemia, aumento de fibrinolisina, hepatopatía y nefropatía.
- Trastornos gastrointestinales;

- Hemorroides, fístula anal, lesiones colo-rectales.
- Trastornos del tracto urinario;

- Carúnculo y/o divertículo uretral, hematuria.
- Trastornos endocrinos;

- Enfermedad tiroidea y suprarrenal.
- Causas de sangrado iatrogénicas;

- Anticoagulantes, anticolinérgicos, morfina, anticonceptivos orales, fenotiacina, etc.

## Tratamiento
El tratamiento inicial de una hemorragia uterina disfuncional es exclusivamente hormonal, por razón de que la etiología es la disfunción hormonal. Por ello, el llegar al diagnóstico correcto es crítico para un tratamiento eficaz. En principio, un sangrado uterino que no cesa con tratamiento hormonal, no es un sangrado uterino disfuncional sino orgánico.
No es necesario el tratamiento de adolescentes cercanas a su edad menárquica -es decir, de su primera menstruación- a menos que el sangrado sea tan voluminoso que cause anemia. La razón de ello es que el tratamiento de adolescentes puede empeorar el ya suprimido eje de interrelación hormonal entre el hipotálamo y el ovario.
La regulación del desbalance hormonal puede imponerse con anticonceptivos orales con combinaciones entre estrógeno y progesterona a elección del proveedor de salud. El objetivo de este enfoque es la regulación del ciclo menstrual, usado incluso en mujeres que no sean sexualmente activas y en las que no tienen planeado quedar embarazadas. Aunque la hemorragia puede detenerse en menos de 24 horas con anticonceptivos hormonales, el tratamiento habitual continúa, con dosis menores, durante al menos 3 meses.